# Баста / Смоки Мо
«Баста / Смоки Мо» — совместный альбом Басты и Смоки Мо. Премьера альбома состоялась 1 января 2015 года.

## Общая информация
- На композиции «Каменные цветы»[2], «Старая школа»[3], «Аллилуйя»[4], «Лёд»[5], «Музыка мафия»[6] и «Миллионер из Трущоб»[7] сняты видеоклипы.
- Песня «Каменные цветы» — кавер на песню Елены Ваенги «Город», она посвящена Санкт-Петербургу.
- В треке «Раненый Солджа» использован изменённый припев песни «Джузеппе», вышедшей на альбоме Басты «Баста 4».

Спрячь душу в обшарпанный кофр, акустический соул и плохо сваренный кофе.
Подводит итог раненый солджа,
Скоро утонет в высотках холодное солнце.
- В записи альбома принял участие рэпер из Казахстана, участник лейбла Gazgolder — Скриптонит.
- Скит «Tricky» записан британским трип-хоп-музыкантом Трики.
- Обложкой альбома стала картина «Дорога» художника двадцатого века — Эрика Булатова.
- В некоторых треках Баста читает в жанре трэп.
- «Баста / Смоки Мо» — второй совместный альбом Басты (первый — совместный с Гуфом «Баста/Гуф», изданный в ноябре 2010 года).

## Коммерческий успех
По итогам первой недели цифровых продаж (с 1 по 8 января 2015) альбом занял первое место в российском iTunes, обогнав сборник The Best Григория Лепса и альбом белорусской поп-рок группы IOWA, и вошёл в пятёрку альбомов в Google Play, заняв четвёртое место.

## Список композиций
| №   | Название                                 | Автор(ы)                      | Длительность |
| --- | ---------------------------------------- | ----------------------------- | ------------ |
| 1.  | «Интро»                                  | Баста, Смоки Мо               | 0:42         |
| 2.  | «Музыка мафия»                           | Баста, Смоки Мо               | 5:22         |
| 3.  | «Каменные цветы» (feat. Елена Ваенга)    | Баста, Смоки Мо, Елена Ваенга | 4:38         |
| 4.  | «Вера»                                   | Баста, Смоки Мо               | 4:52         |
| 5.  | «Выпадай в осадок»                       | Баста, Смоки Мо               | 4:53         |
| 6.  | «Никто не ожидал»                        | Баста, Смоки Мо               | 4:52         |
| 7.  | «Жить достойно»                          | Баста, Смоки Мо               | 4:54         |
| 8.  | «Старая школа»                           | Баста, Смоки Мо               | 5:04         |
| 9.  | «Амадей (skit)»                          | Баста, Смоки Мо               | 0:43         |
| 10. | «Музыкант vs Музыкант»                   | Баста, Смоки Мо               | 4:27         |
| 11. | «Африка»                                 | Баста, Смоки Мо               | 4:59         |
| 12. | «Суисайд»                                | Баста, Смоки Мо               | 4:39         |
| 13. | «Раненый солджа»                         | Баста, Смоки Мо               | 6:09         |
| 14. | «Посмотри на небо»                       | Баста, Смоки Мо               | 5:30         |
| 15. | «Миллионер из трущоб» (feat. Скриптонит) | Баста, Смоки Мо, Скриптонит   | 6:38         |
| 16. | «Tricky (skit)»                          | Баста, Смоки Мо               | 0:32         |
| 17. | «Лёд» (feat. Скриптонит)                 | Баста, Смоки Мо, Скриптонит   | 5:50         |
| 18. | «Мастер на все руки (skit)»              | Баста, Смоки Мо               | 0:28         |
| 19. | «Живем умирать»                          | Баста, Смоки Мо               | 5:40         |
| 20. | «Добро (skit)»                           | Баста, Смоки Мо               | 0:20         |
| 21. | «Аллилуйя»                               | Баста, Смоки Мо               | 4:57         |

## Принимали участие
- Баста — артист альбома, автор слов, автор музыки.
- Смоки Мо — артист альбома, автор слов, автор музыки.
- Скриптонит — гостевой артист, автор слов, автор музыки (15, 17)
- Елена Ваенга — гостевой артист (3).
- Трики — гостевой артист (16).

## Критика и отзывы
На вопрос «Какую задачу вы ставите?» Смоки Мо ответил:

Новая классика — не хочется альбома, который будет популярен, но пролетит и быстро забудется. А хочется, чтобы как «Кара-Тэ» — десять лет прошло, а люди все пишут и пишут, вспоминают, хвалят. Я постоянно встречаю людей, которых я уважаю как музыкантов, они мне говорят: «Ты знаешь — благодаря тебе». Мне писали письма о том, что «Кара-Тэ» помог людям справиться с болезнью, остановил попытку суицида — послушал альбом и захотел дальше жить. Один альбом смог изменить мир! Вот это и называется классика.
Из рецензии на сайте Soulbase.ru:

Этот альбом писался ни день, ни месяц и даже ни год, хотя мы знаем их способность штамповать треки как на конвейере. Альбом писался два года и это наталкивает на мысли о том, что парни подошли к этому с полной серьезностью и поставили перед собой задачу сделать не просто альбом, а целое произведение искусства. Треки на абсолютно разную тематику отлично разбавляют весь трек-лист. 21 композиция отличной музыки ждет вашего прослушивания.
Редакция сайта Rap.Ru поставила альбом на восьмое место среди двадцати лучших русскоязычных рэп-альбомов, изданных в 2015 году.